# Freddy Terwagne
Pour les articles homonymes, voir Freddy et Terwagne.
Freddy Terwagne, né à Amay le 26 mars 1925 et mort à Liège le 15 février 1971, est un avocat et un homme politique belge.
Membre du Parti socialiste belge et membre fondateur du Mouvement populaire wallon, Freddy Terwagne est un régionaliste convaincu et est un des artisans de la révision constitutionnelle belge de 1970, au cours de laquelle les Régions, dont la Région wallonne, sont inscrites dans la constitution.

## Biographie
Docteur en droit de l'Université de Liège, il entreprend une carrière d'avocat à Amay, avant d'être élu député en 1958.
Il participe activement à la grande grève de décembre 1960 contre la Loi unique de Gaston Eyskens. Il est membre fondateur du Mouvement populaire wallon avec André Renard en février 1961.
En 1970, en tant que Ministre des Relations communautaires, il est à la base de la troisième révision de la Constitution avec son alter ego flamand Leo Tindemans : cette réforme consacre trois Communautés culturelles et répond à l'aspiration des Flamands à l'autonomie culturelle. Elle prévoit également la création de trois régions dotées chacune d'un territoire et appelées à agir surtout dans le domaine économique.
Frappé quelques semaines plus tard par plusieurs attaques cardio-vasculaires, il meurt le 15 février 1971. Amay, dont il était devenu le bourgmestre, lui fait des funérailles grandioses qui réunissent plusieurs milliers de personnes. Il est inhumé dans le cimetière de la commune (Amay Nouveau).
Il a été choisi comme un des Cent Wallons du siècle par l'Institut Jules Destrée, en 1995. Neuf rues portent son nom : à Ans, Amay, Engis, Flémalle, Fléron, Grâce-Hollogne, Modave, Remicourt et Saint-Georges-sur-Meuse.

## Citations
Le 5 mai 1970, en Commission du Sénat, le mot région est supprimé de la proposition d'organisation régionale. On y parle d'organes régionaux. Il faut toute la force déterminée de Freddy Terwagne, le 18 juin, pour emporter le vote sur le projet d'accord initial : "Au centre de nos préoccupations fondamentales, il n'y a pas seulement la langue ou le territoire, mais encore et surtout l'homme. Instaurer un système régional, dans la Belgique de 1970, c'est construire une démocratie nouvelle", proclame le ministre wallon des Relations communautaires. Dès lors, l'article 107 quater, qui consacre l'existence de trois régions, la Flandre, Bruxelles et la Wallonie, est accepté par l'ensemble des partis à l'exception de la Volksunie.

## Distinction
- Commandeur du Mérite wallon (C.M.W.) (promotion historique, à titre posthume[3])